# Колнбург
Колнбург (њем. Kollnburg) општина је у њемачкој савезној држави Баварска. Једно је од 24 општинска средишта округа Реген. Према процјени из 2010. у општини је живјело 2.893 становника. Посједује регионалну шифру (AGS) 9276128.

## Географски и демографски подаци
Колнбург се налази у савезној држави Баварска у округу Реген. Општина се налази на надморској висини од 655 метара. Површина општине износи 59,5 km². У самом мјесту је, према процјени из 2010. године, живјело 2.893 становника. Просјечна густина становништва износи 49 становника/km².